# برونو ستوييتش
برونو ستوييتش (من مواليد 8 أبريل 1955) هو سياسي بوسني كرواتي أدانته المحكمة الجنائية الدولية ليوغوسلافيا السابقة. وانتهت محاكمته التي انضمت إلى خمسة متهمين مشاركين من السياسيين البوسنيين الكرواتيين الناشطين في الجمهورية الكرواتية في البوسنة والهرسك في زمن الحرب بإدانته وحكم عليه بالسجن لمدة 20 عام.

## الخلفية
ولد برونو ستوييتش في 8 أبريل 1955 في قرية حمزيتشي في جمهورية البوسنة والهرسك الشعبية. في عام 1992 عينه ماتي بوبان رئيس لقسم الدفاع في مجلس الدفاع الكرواتي. في عام 1993 تم نقله إلى مكتب إنتاج وبيع الأسلحة والمعدات العسكرية. في 5 أبريل 2004 استسلم طواعية للمحكمة الجنائية الدولية ليوغوسلافيا السابقة.

## لائحة الاتهام
تنص لائحة الاتهام الصادرة عن المحكمة الجنائية الدولية ليوغوسلافيا السابقة على أن نطاق سلطته ومسؤوليته تشمل:
- الشرطة العسكرية لمجلس الدفاع الكرواتي.
- استخبارات مجلس الدفاع الكرواتي المعروف باسم خدمة الأمن والمعلومات.
- التربية الأخلاقية التي تضمنت الإعلام والدعاية.
- الخدمات الصحية والطبية والصحية في السجون.
- الإنتاج العسكري واللوجستيات.

في الحكم خلصت المحكمة الجنائية الدولية ليوغوسلافيا السابقة إلى أن ستوييتش «وجه ومارس سيطرة فعالة على القوات المسلحة مجلس الدفاع الكرواتي والشرطة العسكرية» لكنه «لم يبذل جهود جادة لإنهاء ارتكاب الجرائم على الرغم من أنه يتمتع بالسلطة والواجب للقيام بذلك».

## الاتهامات
مأخوذة من البيان الصحفي للمحكمة الجنائية الدولية ليوغوسلافيا السابقة:
- تسع تهم للانتهاكات الجسيمة لاتفاقيات جنيف (القتل العمد والمعاملة اللاإنسانية (الاعتداء الجنسي) والترحيل غير القانوني لمدني والنقل غير القانوني لمدني والحبس غير القانوني لمدني والمعاملة اللاإنسانية (ظروف الحبس) والمعاملة اللاإنسانية وواسعة النطاق تدمير الممتلكات دون أن تكون هناك ضرورة عسكرية تبرر ذلك وبطريقة غير مشروعة وتعسفية والاستيلاء على الممتلكات دون أن تكون هناك ضرورة عسكرية تبرر ذلك وبطريقة غير مشروعة وتعسفية).
- تسع تهم بانتهاك قوانين أو أعراف الحرب (المعاملة القاسية (ظروف الحبس) والمعاملة القاسية والعمل غير القانوني والتدمير العشوائي للمدن أو البلدات أو القرى أو التدمير الذي لا تبرره ضرورة عسكرية والتدمير أو الإضرار المتعمد بالمؤسسات مخصص للدين أو التعليم ونهب الممتلكات العامة أو الخاصة وهجوم غير قانوني على المدنيين وإرهاب المدنيين بشكل غير قانوني والمعاملة القاسية).
- ثماني تهم بارتكاب جرائم ضد الإنسانية (اضطهاد لأسباب سياسية وعرقية ودينية والقتل والاغتصاب والترحيل والأعمال غير الإنسانية (نقل قسري) والسجن والأعمال غير الإنسانية (ظروف الحبس) والأفعال غير الإنسانية).